# Ledo
Ledo – miasto we wschodnich Indiach, w stanie Asam, w dystrykcie Tinsukia, położone nad rzeką Dihing. W mieście znajduje się początek drogi Ledo, zbudowanej podczas II wojny światowej, prowadzącej przez Birmę do miasta Kunming, w Chinach.